# Dwór (Wola Więcławska)
Dwór – część wsi Wola Więcławska w Polsce położony w województwie małopolskim, w powiecie krakowskim, w gminie Michałowice. 
W latach 1975–1998 Dwór administracyjnie należał do województwa krakowskiego.